# 圣阿夫里克
圣阿夫里克（法語：Saint-Affrique，法語發音：[sɛ̃.t‿afʁik]），法国南部城市，奥克西塔尼大区阿韦龙省的一个市镇，隶属于米约区，其市镇面积为110.96平方公里，2022年1月1日时人口数量为7,924人，在法国城市中排名第1,311位。
圣阿夫里克位于阿韦龙省南部，索尔格河谷中，是一个区域性的中心城市，多条公路在此交汇。法国数学家埃米尔·博雷尔出生于圣阿夫里克。

## 地名来源

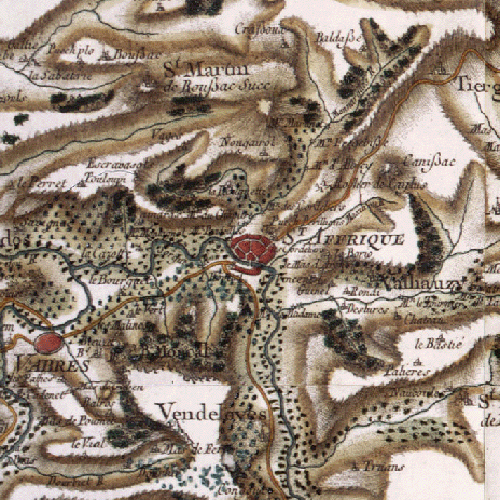
卡西尼地图上标注的圣阿夫里克

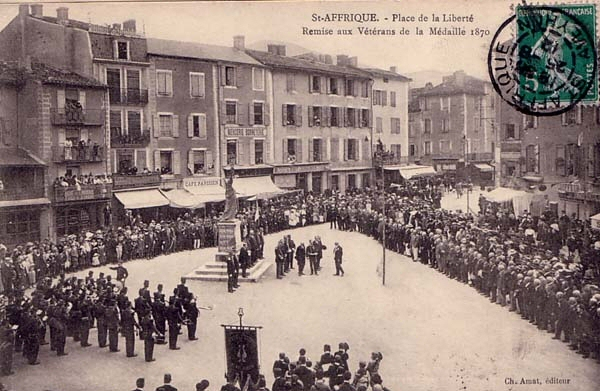
1890年的自由广场

“阿夫里克”一名来源于中世纪初的科曼日主教阿夫里卡努斯（Affricanus），相传公元495年，他为躲避西哥特人军队而曾暂居于此。

## 历史
根据当地官方网站的论述，圣阿夫里克在新石器时期就已出现人类活动，其境内有多处巨石阵分布。圣阿夫里克的城市建设史则始于公元942年，彼时，凯吕斯伯爵（comtes de Caylus）在索尔格河附近修建了城堡作为其家族宅邸，其城堡附近逐渐形成聚落。1238年，凯吕斯城堡被图卢兹伯爵没收并摧毁，圣阿夫里克成为一座孔叙拉。1270年，横跨索尔格河的桥梁建成。宗教战争期间，圣阿夫里克曾修建了大型防御工事，后于1632年被黎塞留下令拆除，仅有几处碉楼得以保存。18世纪末，第二座横跨索尔格河的桥梁建成。法国大革命后，圣阿夫里克成为阿韦龙省的一个市镇，并成为该省的一个地区行署。1794年，佩拉勒（Peyralle）整体并入圣阿夫里克。自1800年起，圣阿夫里克成为阿韦龙省的一个副省会，下辖圣阿夫里克区。19世纪初，索尔格河沿岸出现了多处水力磨坊。1840年，贝多-佩拉勒（Bedos-Peyralle）、布尔纳克（Bournac）、圣艾蒂安德诺库勒（Saint-Étienne-de-Naucoules）、旺代洛沃（Vendeloves）四个市镇并入圣阿夫里克。1848年，圣阿夫里克市政花园建成。19世纪末，南部-加龙沿岸运河铁路公司经营的图尔讷米尔-罗克福尔－圣阿夫里克铁路建成运营，而另一条途径圣阿夫里克的铁路——圣瑞埃里－圣阿夫里克铁路因技术原因最终未能全线建成。1926年9月10日，圣阿夫里克副省会被撤销，圣阿夫里克区整体并入米约区。1992年，图尔讷米尔-罗克福尔－圣阿夫里克铁路关闭。

## 地理

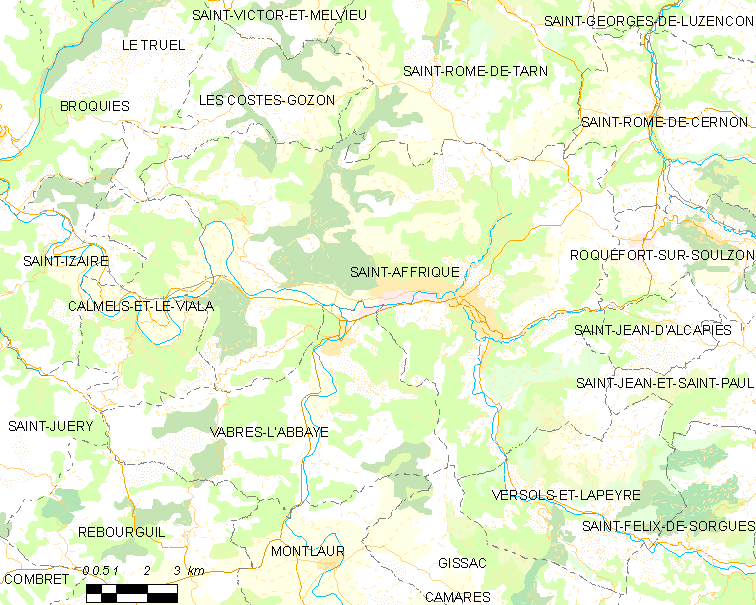
圣阿夫里克市镇范围地图

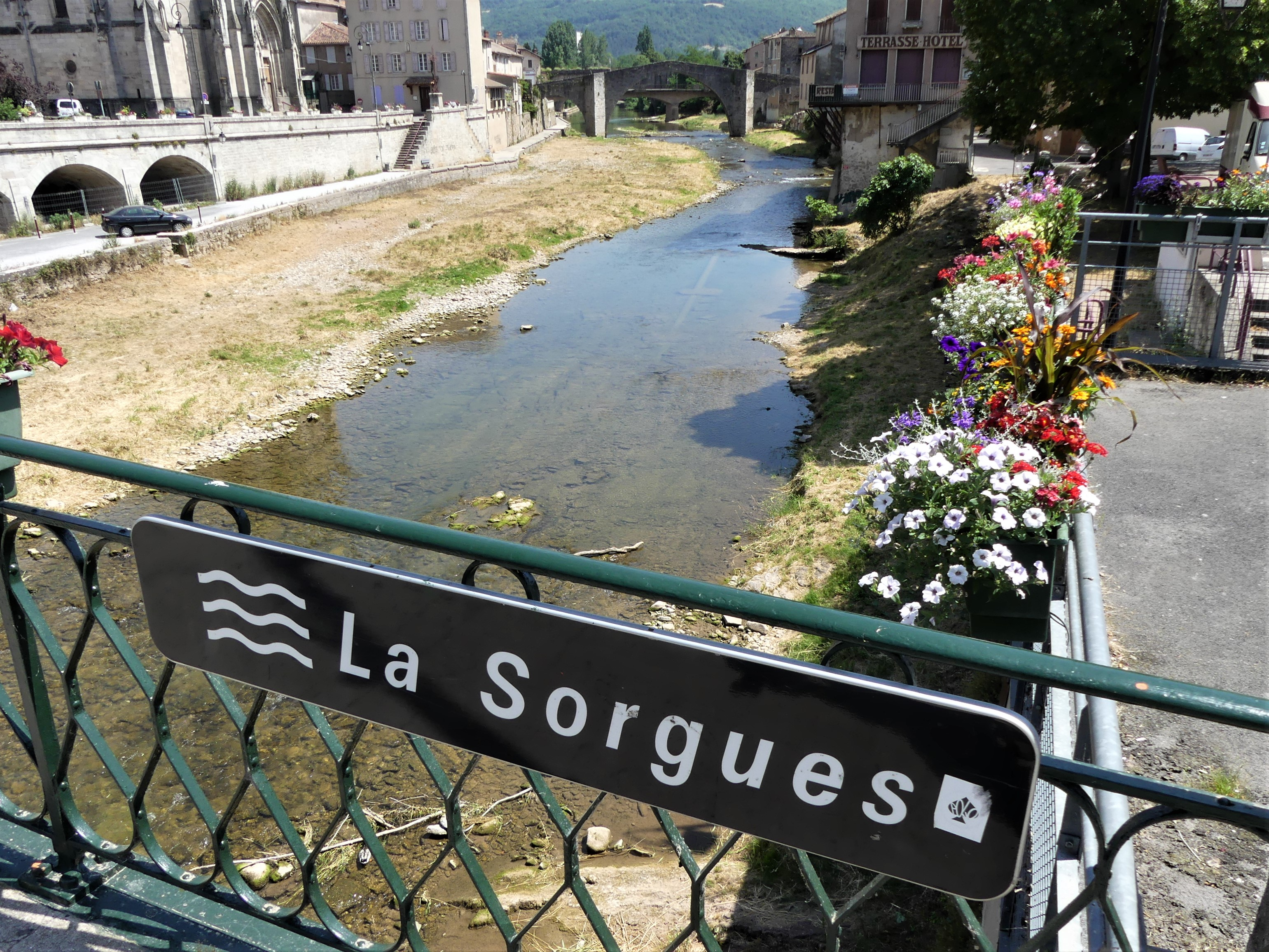
索尔格河

圣阿夫里克位于法国南部，奥克西塔尼大区中部和阿韦龙省南部，距离省会罗德兹大约78公里。与圣阿夫里克接壤的市镇包括：卡尔梅勒和勒维亚拉、莱科斯特戈宗、日萨克、苏尔宗河畔罗克福尔、圣让达尔卡皮耶斯、圣让和圣保罗、塞爾農河畔聖羅姆、塔恩河畔圣罗姆、瓦布尔拉拜、韦索勒和拉佩尔。

### 地形
圣阿夫里克位于法国中央高原南部腹地，境内以山地为主，市镇中心位于一处地势较为平坦的河谷地带，四周群山环绕，全境海拔在279到720米之间。

### 水文
圣阿夫里克位于加龙河流域，其二级支流索尔格河自东南向西流经境内，其两岸有马克西尤溪（ruisseau de Maxillou）、莫纳尔格溪（ruisseau de Monnargues）、韦尔尼耶尔河（La Vernière）等与其交汇。

### 植被
圣阿夫里克属于温带阔叶混交林区，镇中心的公共花园（Jardin public）是当地主要的城市绿地，林地则广泛分布于河流附近以及市区四周的山地地区。
在鲜花城市的评比中，圣阿夫里克暂未被评级。

### 气候
圣阿夫里克在柯本气候分类法中属于带有地中海特征的山地气候。
圣阿夫里克境内设有常年气象站，以下为该气象站的数据（其中日照数据取自米约）：
| 圣阿夫里克1981年－2019年 | 圣阿夫里克1981年－2019年 | 圣阿夫里克1981年－2019年 | 圣阿夫里克1981年－2019年 | 圣阿夫里克1981年－2019年 | 圣阿夫里克1981年－2019年 | 圣阿夫里克1981年－2019年 | 圣阿夫里克1981年－2019年 | 圣阿夫里克1981年－2019年 | 圣阿夫里克1981年－2019年 | 圣阿夫里克1981年－2019年 | 圣阿夫里克1981年－2019年 | 圣阿夫里克1981年－2019年 | 圣阿夫里克1981年－2019年 |
| 月份                     | 1月                      | 2月                      | 3月                      | 4月                      | 5月                      | 6月                      | 7月                      | 8月                      | 9月                      | 10月                     | 11月                     | 12月                     | 全年                     |
| ------------------------ | ------------------------ | ------------------------ | ------------------------ | ------------------------ | ------------------------ | ------------------------ | ------------------------ | ------------------------ | ------------------------ | ------------------------ | ------------------------ | ------------------------ | ------------------------ |
| 历史最高温 °C（°F）      | 17.8 (64.0)              | 24 (75)                  | 26.8 (80.2)              | 29.6 (85.3)              | 33 (91)                  | 38 (100)                 | 40 (104)                 | 39.5 (103.1)             | 37 (99)                  | 30 (86)                  | 23.8 (74.8)              | 20 (68)                  | 40 (104)                 |
| 平均高温 °C（°F）        | 7.8 (46.0)               | 9.8 (49.6)               | 12.9 (55.2)              | 15.4 (59.7)              | 19.8 (67.6)              | 23.5 (74.3)              | 28 (82)                  | 27.8 (82.0)              | 24 (75)                  | 17.8 (64.0)              | 12.1 (53.8)              | 8.9 (48.0)               | 17.3 (63.1)              |
| 日均气温 °C（°F）        | 4.2 (39.6)               | 5.5 (41.9)               | 8.1 (46.6)               | 10.2 (50.4)              | 14.3 (57.7)              | 17.6 (63.7)              | 21.1 (70.0)              | 20.7 (69.3)              | 17.8 (64.0)              | 13.4 (56.1)              | 8.5 (47.3)               | 5.6 (42.1)               | 12.3 (54.1)              |
| 平均低温 °C（°F）        | 0.6 (33.1)               | 1.2 (34.2)               | 3.2 (37.8)               | 5.1 (41.2)               | 8.9 (48.0)               | 11.8 (53.2)              | 14.2 (57.6)              | 13.6 (56.5)              | 11.6 (52.9)              | 9 (48)                   | 5 (41)                   | 2.3 (36.1)               | 7.2 (45.0)               |
| 历史最低温 °C（°F）      | −20.5 (−4.9)             | −20.2 (−4.4)             | −12 (10)                 | −5 (23)                  | −2.4 (27.7)              | 3 (37)                   | 5.1 (41.2)               | 3.6 (38.5)               | 0 (32)                   | −3 (27)                  | −11.5 (11.3)             | −14.8 (5.4)              | −20.5 (−4.9)             |
| 平均降水量 mm（）        | 75.2 (2.96)              | 67.7 (2.67)              | 58.2 (2.29)              | 84.6 (3.33)              | 76.9 (3.03)              | 69.2 (2.72)              | 36.7 (1.44)              | 55.5 (2.19)              | 70.2 (2.76)              | 87.9 (3.46)              | 83.4 (3.28)              | 81.2 (3.20)              | 846.7 (33.33)            |
| 月均日照時數             | 100.3                    | 126.9                    | 173                      | 183.4                    | 217.6                    | 262.1                    | 296                      | 260.9                    | 207.7                    | 132.1                    | 99.6                     | 98.1                     | 2,157.7                  |
| 来源：infoclimat.fr      |                          |                          |                          |                          |                          |                          |                          |                          |                          |                          |                          |                          |                          |

## 行政区划
圣阿夫里克的市镇编号为12208，邮政编号为12400。
在行政管理方面，圣阿夫里克隶属于法国奥克西塔尼大区阿韦龙省米约区；在地方选举方面，圣阿夫里克是圣阿夫里克县的中央投票站所在地，其市镇范围全境被划入阿韦龙省第三选区；在社会管理方面，圣阿夫里克是圣阿夫里克-罗克福尔-七瓦隆市镇公共社区的核心组成部分。
法国国家统计与经济研究所（简称）在进行数据统计时，将圣阿夫里克及相邻的瓦布尔拉拜设为圣阿夫里克城市核心区，并将包括核心区在内的周边共三个市镇划为圣阿夫里克城市区。自2020年起，圣阿夫里克城市区被包含16个市镇的圣阿夫里克城市辐射区代替。此外，还将圣阿夫里克市镇分为了3个“块区”（IRIS），以便于统计人口分布情况。

## 交通

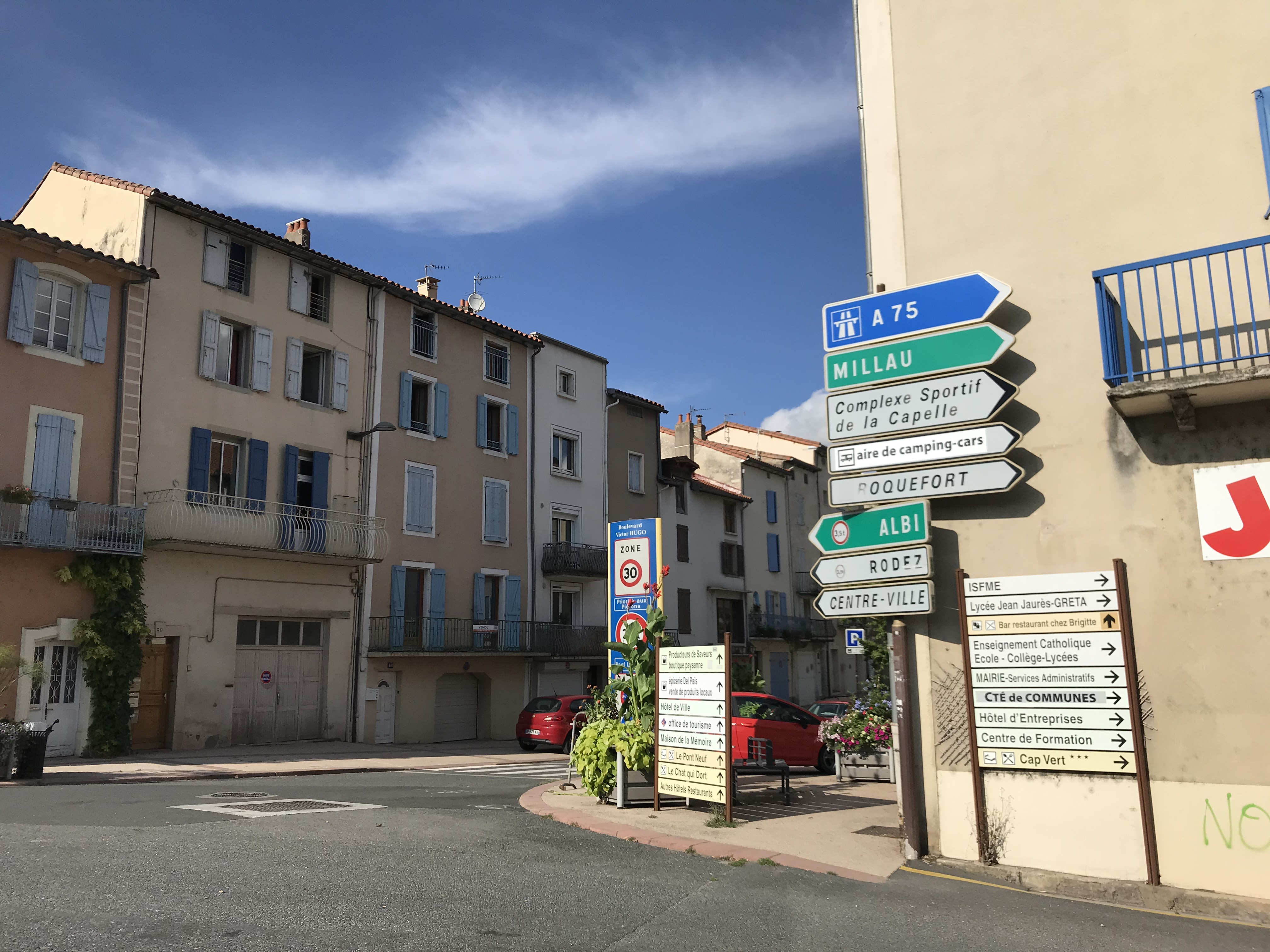
市中心的指路牌

### 公路
多条阿韦龙省省道在圣阿夫里克境内交汇。奥克西塔尼大区下属的城际客运提供巴士线路，可前往蒙彼利埃、米约、罗德兹及阿尔比。
| 46 | 21 |

| 47 | 26 |

| 罗德兹 | 79 |

| 米约 | 28 |

| 阿尔比 | 78 |

| 卡斯特尔 | 89 |

| 蒙彼利埃 | 118 |

| 塞尔农河畔圣罗姆 | 11 |

2018年，61.7%的圣阿夫里克家庭拥有至少一辆私人汽车。2019年，圣阿夫里克境内共发生各类交通事故4起，造成6人受伤。

### 铁路
圣阿夫里克位于图尔讷米尔-罗克福尔－圣阿夫里克铁路上，该铁路已于1988年关闭。
距离圣阿夫里克最近的运营中的客运铁路车站为14公里外的图尔讷米尔-罗克福尔站，该站停靠往返于贝济耶和米约一线的区域列车。

### 航空
距离圣阿夫里克最近的民用航空站为罗德兹机场，距离圣阿夫里克市中心的公路里程约88公里。

### 城市公共交通
截至2022年2月，圣阿夫里克暂无常规城市公共交通线路。奥克西塔尼大区提供圣阿夫里克地区的定制巴士服务。

## 政治

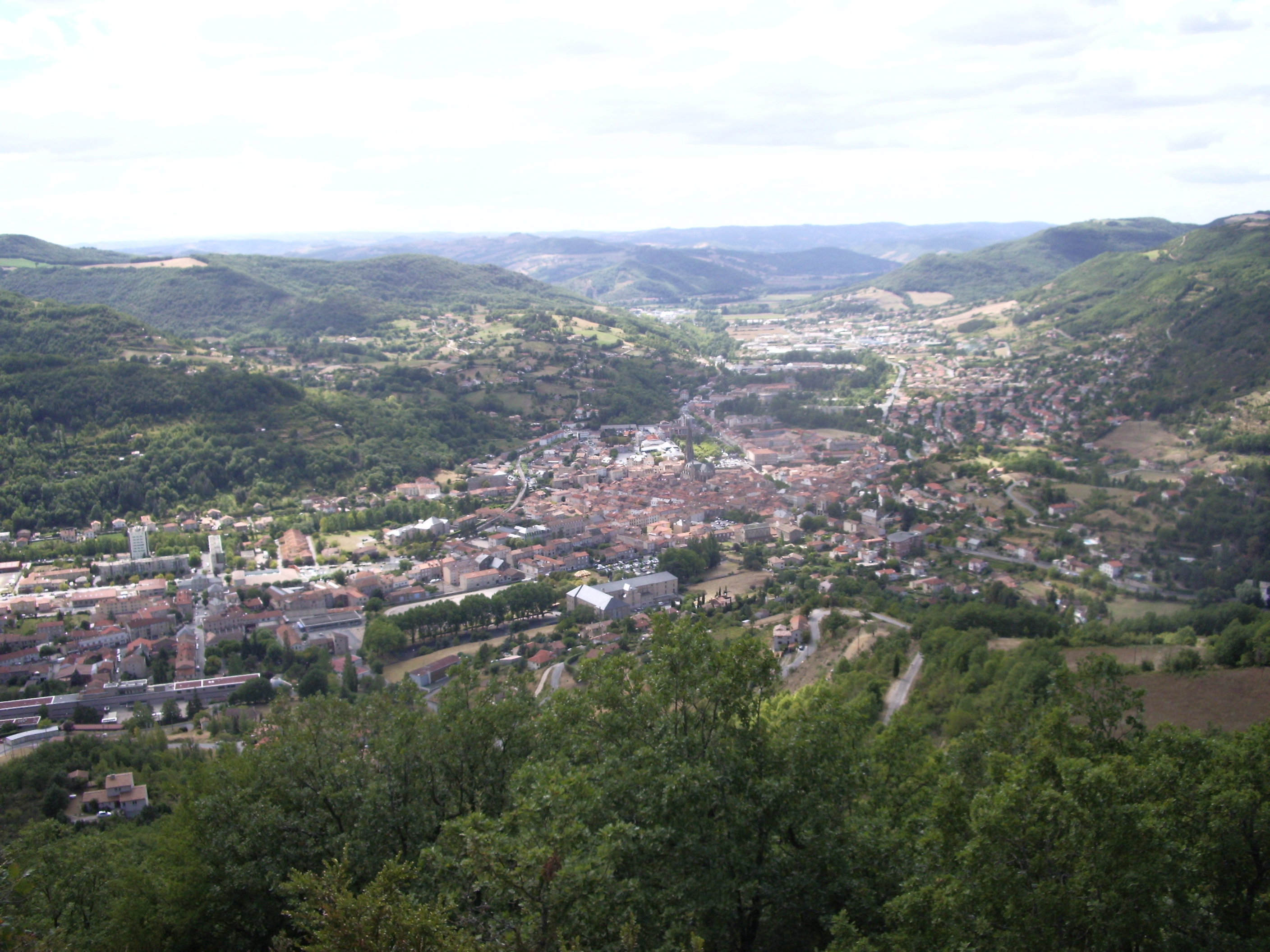
圣阿夫里克市区全景

### 市政内阁
圣阿夫里克的现任市长为塞巴斯蒂安·达维德先生，他是共和党的一名成员，在2020年的市政选举中获得了45.92%的支持率。
| 圣阿夫里克历届市长 | 圣阿夫里克历届市长                 | 圣阿夫里克历届市长 |
| 任期               | 市长                               | 党派               |
| ------------------ | ---------------------------------- | ------------------ |
| 1944年－1945年     | Georges CAUSSAT 乔治·科萨          | 不详               |
| 1945年－1947年     | Émile BOREL 埃米尔·博雷尔          | RAD激进党          |
| 1947年－1953年     | Ernest CAVALLIER 埃内斯特·卡瓦利耶 | 不详               |
| 1953年－1959年     | Pierre RIVIÈRE 皮埃尔·里维耶尔     | 不详               |
| 1959年－1971年     | André VIGOUROUX 安德烈·维古鲁      | 無黨籍             |
| 1971年－1977年     | Pierre MONTREDON 皮埃尔·蒙特勒东   | 不详               |
| 1977年－1983年     | Lucien GALTIER 吕西安·加尔蒂埃     | 不详               |
| 1983年－1989年     | Paul ROQUES 保罗·罗克              | 不详               |
| 1989年－1995年     | André VIGOUROUX 安德烈·维古鲁      | 無黨籍             |
| 1995年－2001年     | Fernand SAMBUCY 费尔南·桑比西      | DVD右翼无党派人士  |
| 2001年－2020年     | Alain FAUCONNIER 阿兰·福科尼耶     | PS社会党           |
| 2020年－           | Sébastien DAVID 塞巴斯蒂安·达维德  | LR共和黨           |

### 各级选举
| 圣阿夫里克历届投票选举结果 | 圣阿夫里克历届投票选举结果 | 圣阿夫里克历届投票选举结果 | 圣阿夫里克历届投票选举结果 | 圣阿夫里克历届投票选举结果      | 圣阿夫里克历届投票选举结果 | 圣阿夫里克历届投票选举结果 | 圣阿夫里克历届投票选举结果      | 圣阿夫里克历届投票选举结果 | 圣阿夫里克历届投票选举结果 |
| 选举项目                   | 选举范围                   | 选区单位                   | 选举结果                   | 选举结果                        | 选举结果                   | 选举结果                   | 选举结果                        | 选举结果                   | 参考资料                   |
| 选举项目                   | 选举范围                   | 选区单位                   | 第一轮胜出者               | 第一轮胜出者                    | 支持率                     | 第二轮胜出者               | 第二轮胜出者                    | 支持率                     | 参考资料                   |
| -------------------------- | -------------------------- | -------------------------- | -------------------------- | ------------------------------- | -------------------------- | -------------------------- | ------------------------------- | -------------------------- | -------------------------- |
| 2017年法國總統選舉         | 法國                       | 市镇                       |                            | 让-吕克·梅朗雄                  | 23.54%                     |                            | 埃马纽埃尔·马克龙               | 72.33%                     | [ 30 ]                     |
| 2017年法国立法选举         | 阿韦龙省第三选区           | 市镇                       |                            | 让-路易·奥斯特吕                | 33.83%                     |                            | 阿尔诺·维亚拉                   | 51.49%                     | [ 30 ]                     |
| 2019年欧洲议会选举         | 法國                       | 市镇                       |                            | Renaissance                     | 20.11%                     | （不适用）                 | （不适用）                      | （不适用）                 | [ 30 ]                     |
| 2021年法国省级选举         | 阿韦龙省                   | 县                         |                            | 塞巴斯蒂安·达维德 艾米丽·格拉尔 | 54.27%                     |                            | 塞巴斯蒂安·达维德 艾米丽·格拉尔 | 55.74%                     | [ 31 ]                     |
| 2021年法国省级选举         | 阿韦龙省                   | 市镇                       |                            | 塞巴斯蒂安·达维德 艾米丽·格拉尔 | 50.99%                     |                            | 塞巴斯蒂安·达维德 艾米丽·格拉尔 | 52.23%                     | [ 31 ]                     |
| 2021年法国大区选举         | 奧克西塔尼大區             | 市镇                       |                            | 卡萝尔·代尔加                   | 51.37%                     |                            | 卡萝尔·代尔加                   | 63.19%                     | [ 32 ]                     |
| 2022年法国总统选举         | 法國                       | 市镇                       |                            | 埃马纽埃尔·马克龙               | 25.24%                     |                            | 埃马纽埃尔·马克龙               | 61.83%                     | [ 30 ]                     |
| 2022年法国立法选举         | 阿韦龙省第三选区           | 市镇                       |                            | 米歇尔·莱茵                     | 35.44%                     |                            | 米歇尔·莱茵                     | 51.91%                     | [ 30 ]                     |

## 人口
2019年，圣阿夫里克市镇人口数量为8,034，在法国排名第1,311位。其中男性3,834人，女性4,189人，75岁及以上人口占14.1%，外籍人口数量为293人，人口密度为72人/平方公里，当地居民被称为（男性）或（女性）。2020年，圣阿夫里克境内出生73人，死亡人口158人。
| 圣阿夫里克1901年－2019年人口变化情况 |
|                                      |
| 数据来源：Cassini、INSEE             |

## 经济
圣阿夫里克是一个区域性的中心城市。截止2022年2月，圣阿夫里克市镇范围内共有各类用人单位（包含自雇）1,445家，平均历史为17年，其中98.74%为中小型企业（PME）。（奶酪）、（零售）及（零售）是当地2020年营业额最高的三个企业，分别为27,171,171欧元、18,526,548欧元和11,488,434欧元。

## 财政与居民收入
2020年，圣阿夫里克的财政收入总额为10,543,200欧元，财政支出总额为9,063,200欧元，当年的债务总额为9,719,810欧元。2021年，圣阿夫里克共获得2,478,964欧元的国家财政补助，比上一年增加了0.21%。
2019年，圣阿夫里克的人均月收入总额为1,987欧元，其中高级职员为3,323欧元，低于法国平均水平（4,230欧元）；中级职员为2,271欧元，低于法国平均水平（2,411欧元）；普通职员为1,678欧元，亦低于法国平均水平（1,740欧元）。
2018年，圣阿夫里克境内的青壮年（15至64岁）失业率为11.5%，当地45.5%的家庭拥有纳税资格，平均纳税2,015欧元，低于法国平均水平（3,910欧元）。

## 社会事务

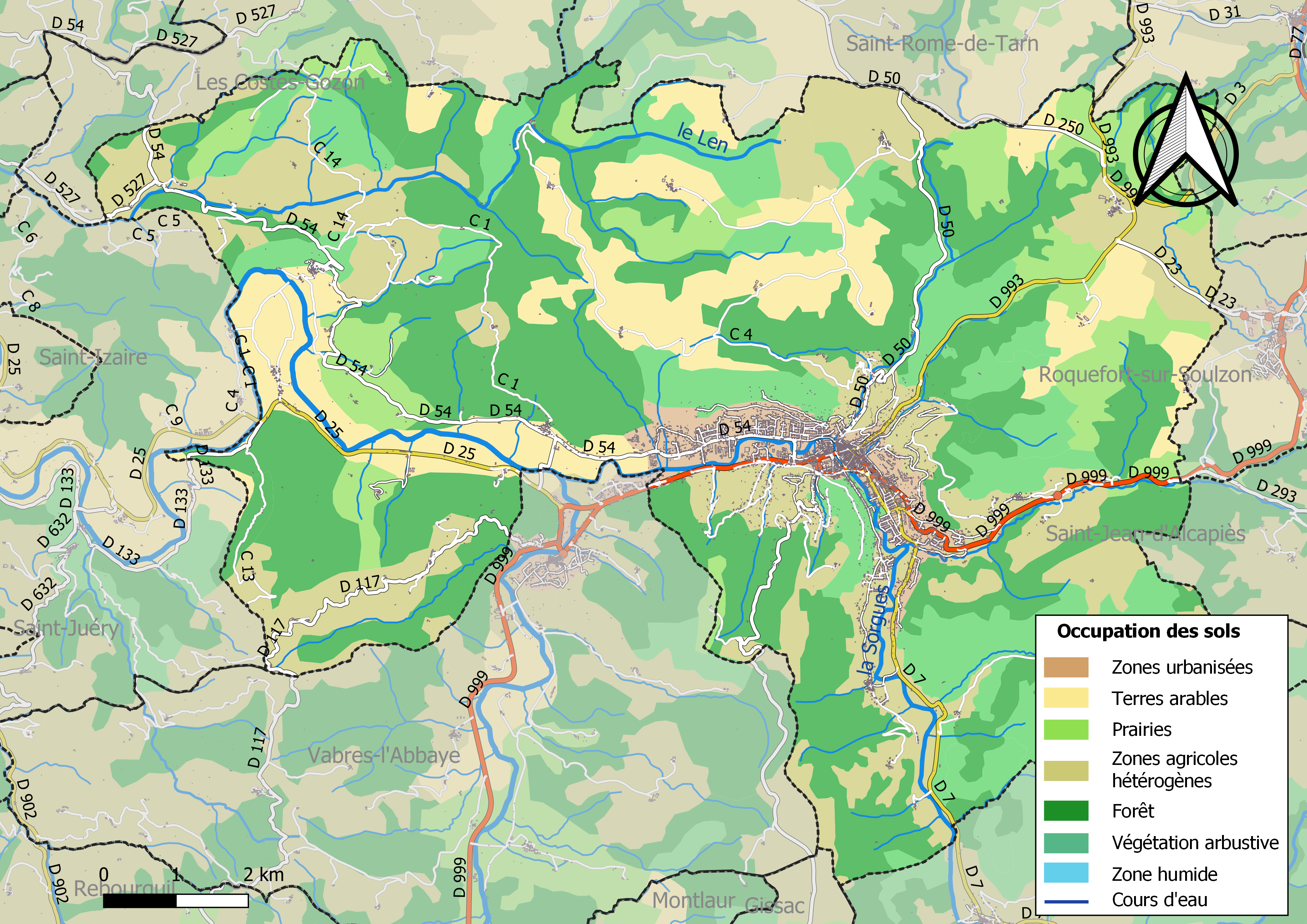
圣阿夫里克土地利用情况地图

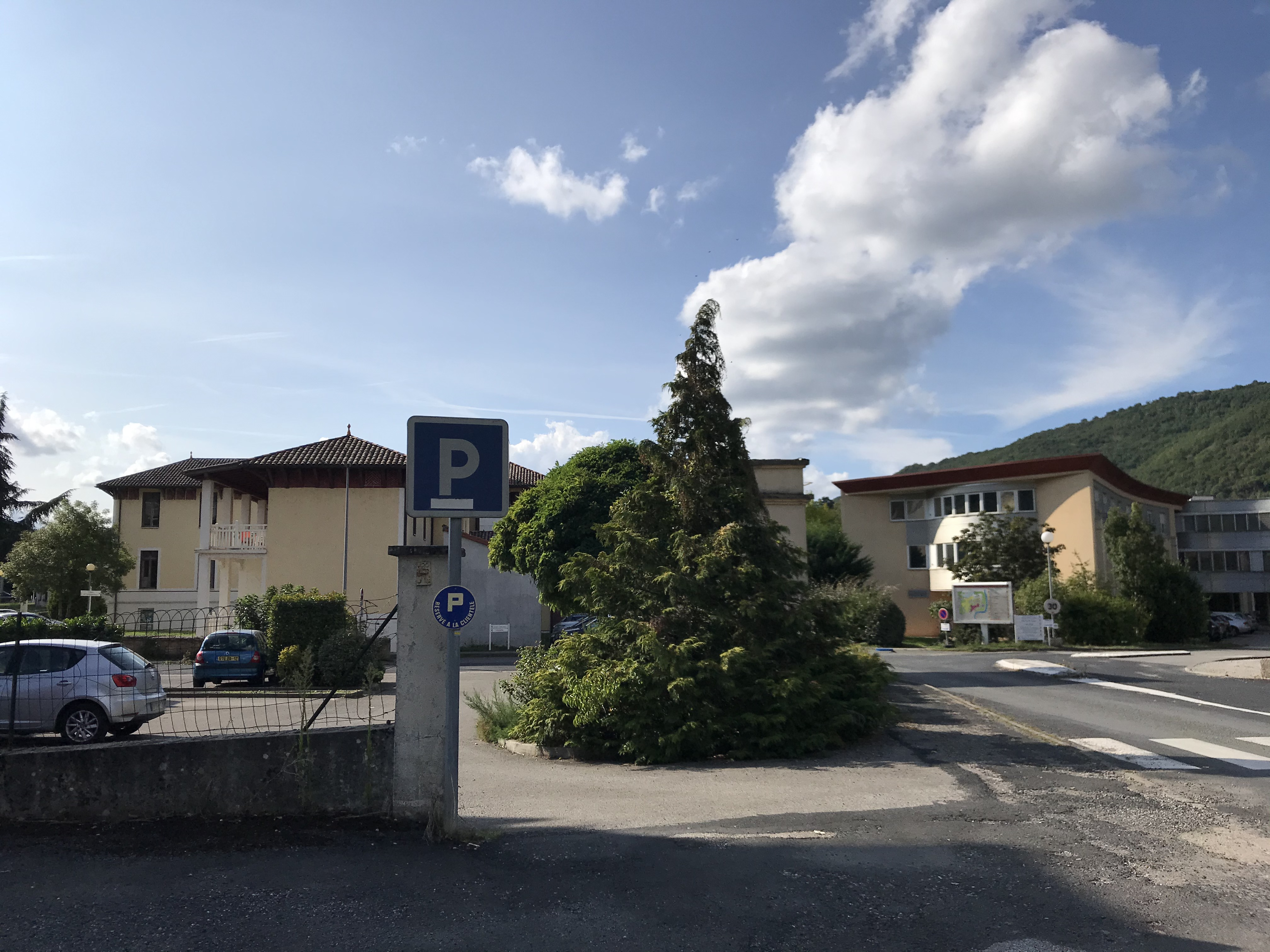
圣阿夫里克中心医院

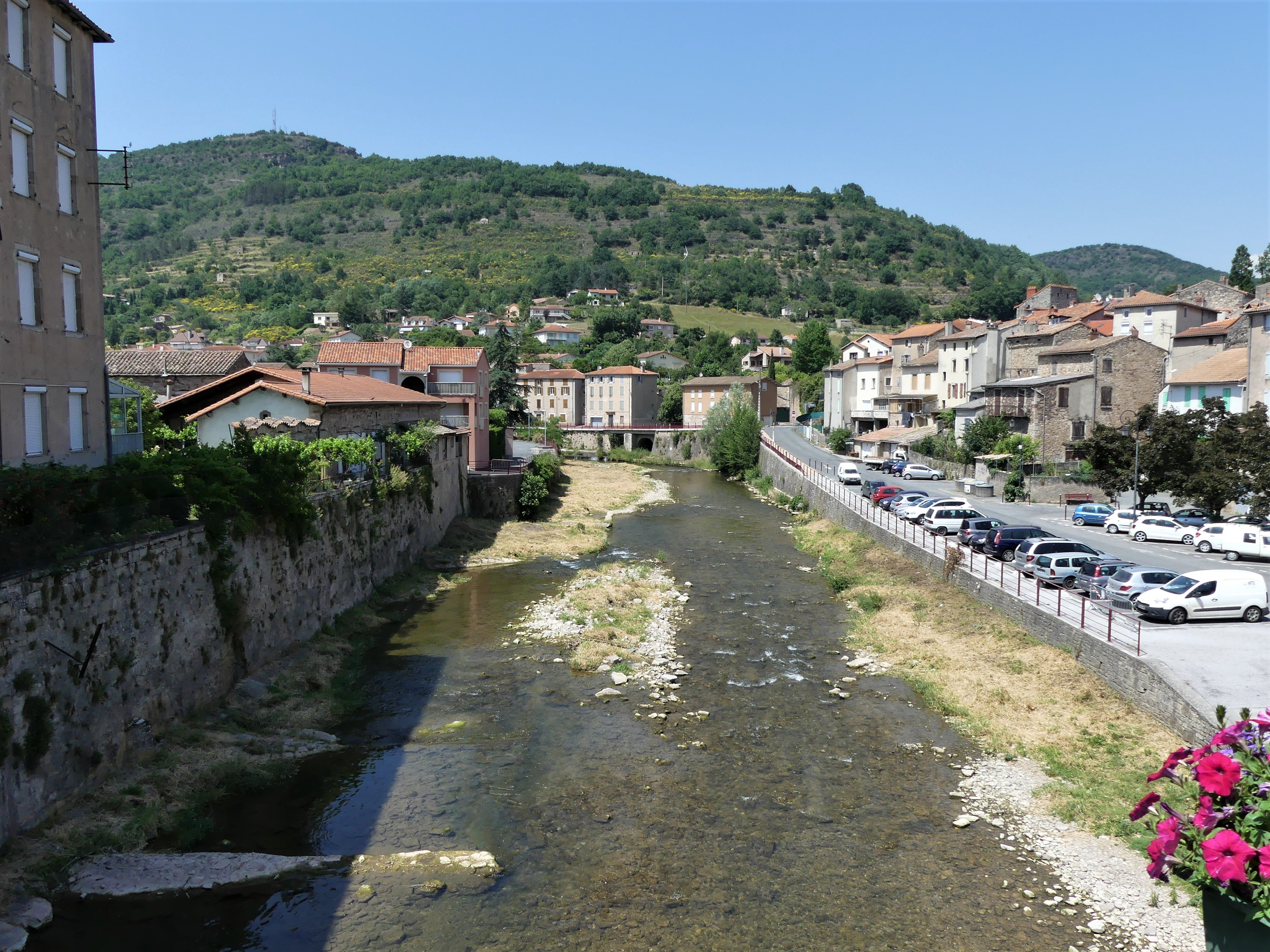
索尔格河两岸

### 教育
圣阿夫里克属于图卢兹学区。截止2020年1月1日，圣阿夫里克境内共有1所幼儿园、2所小学、2所初级中学、2所普通高中和2所农业高中。2018至2019学年度，圣阿夫里克境内共有在校中等教育阶段学生1,443名。

### 医疗
截止2020年1月1日，圣阿夫里克境内共有全科医生12名、保健师13名、牙医9名、护士25名、眼科医生2名、助产士3名和儿科医生1名。境内共有药房4家、养老院3家。
圣阿夫里克中心医院（Centre Hospitalier de Saint-Affrique）是法国的一个区域性医疗机构，其主病区埃米尔·博雷尔医院（Centre Hospitalier Emile Borel）位于圣阿夫里克市区，设有床位80个，是当地规模最大的公立综合性医院。

### 住房
2018年，圣阿夫里克境内共有各类住房5,403套，其中55.6%为独立式居民区，40.6%为集中式居民区。常住房屋占圣阿夫里克市镇范围内居民建筑总量的73.3%。
在住房保障政策方面，2020年，圣阿夫里克境内共有851户家庭获得了住房经济补助，受益人数占总人口数量的10.6%，其中815份为房租补助。

### 商业
2019年，圣阿夫里克境内共有各类实体商铺240家，其中餐厅22家、大型超市6家、杂货店2家、面包房6家、肉铺6家、书店2家、装饰品店3家、银行门店10家、美容美发店16家、汽车维修店15家。市区内建有家乐福和Super U等购物商场。

### 体育
2020年，圣阿夫里克境内共有1家游泳池、5间体育馆、2座综合体育场、4处网球场、2处马术场、4处足球或橄榄球场以及3处篮球或排球场。
截至2022年2月，圣阿夫里克体育会（Stade Saint-Affricain，编号503171）是当地唯一的注册足球俱乐部，其主队2021至2022赛季参加奥克西塔尼大区足球联赛丙组（法国第八级别），其主场为埃德蒙·德维莱球场（Stade Edmond Devillers）。
圣阿夫里克橄榄球俱乐部（Rugby Club Saint-Affricain）是当地的一支注册橄榄球队，2021至2022赛季参加法国橄榄球第三组联赛（第六级别）。

### 环境
圣阿夫里克的环境事务由其所属的圣阿夫里克-罗克福尔-七瓦隆市镇公共社区负责。2019年，圣阿夫里克境内暂无污染企业。

### 治安
2019年，圣阿夫里克市镇范围内共有1处宪兵队。
圣阿夫里克所在地是米约国家宪兵队的管辖范围。2020年，该宪兵队辖区内共95个市镇累计发生各类案件1,187起，其中盗窃类案件562起，经济类案件210起，毒品交易类案件73起。

## 文化
2020年，圣阿夫里克境内有1家电影院。圣阿夫里克市政府提供多媒体中心，每周二至六向公众开放。

### 建筑
圣阿夫里克境内有多处历史建筑，其中法国国家文物保护单位包括鲁日耶山城堡、圣阿夫里克老桥等，圣母教堂（Église Notre-Dame de Saint-Affrique）是当地的地标性建筑物。

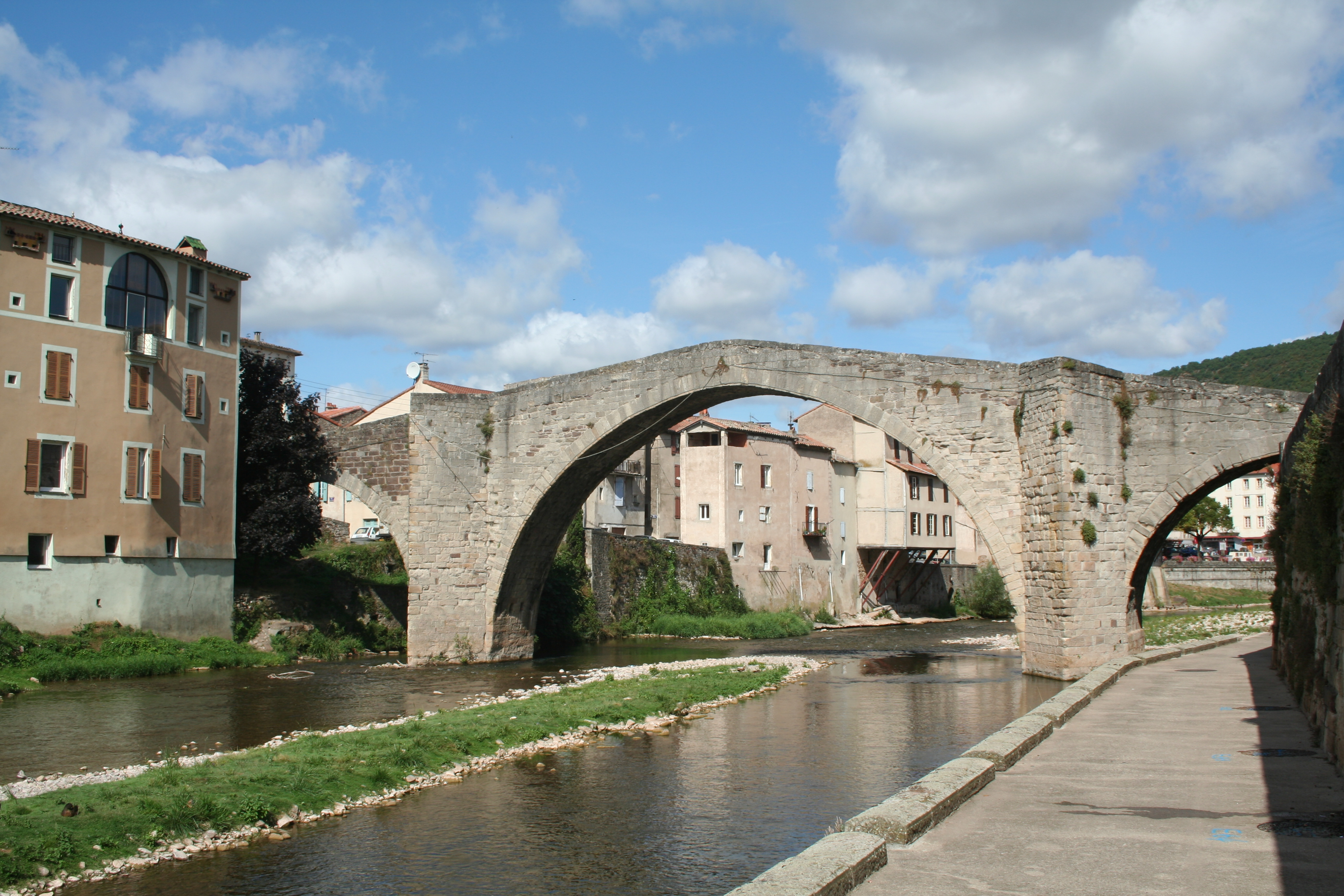
老桥
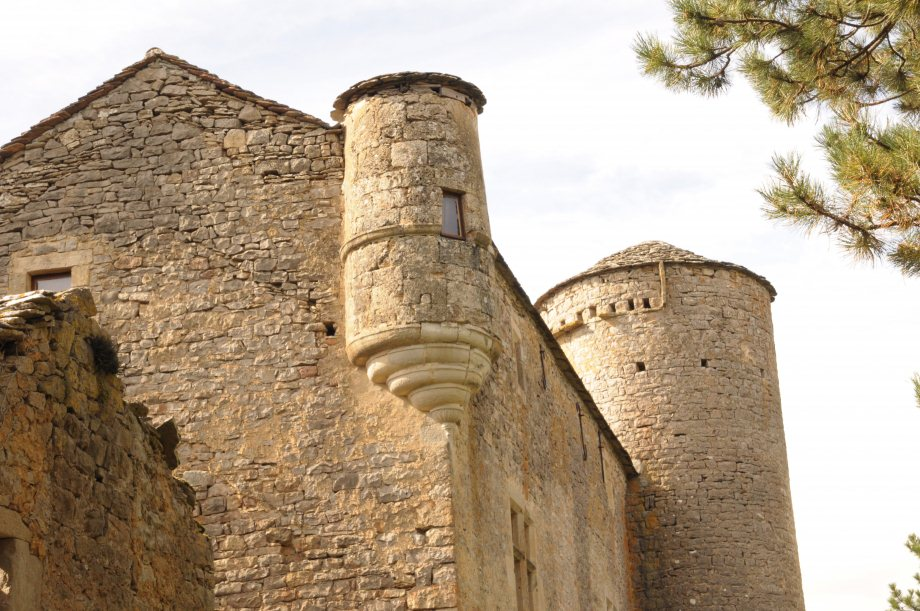
鲁日耶山城堡（法语：Château de Mas Rougier）
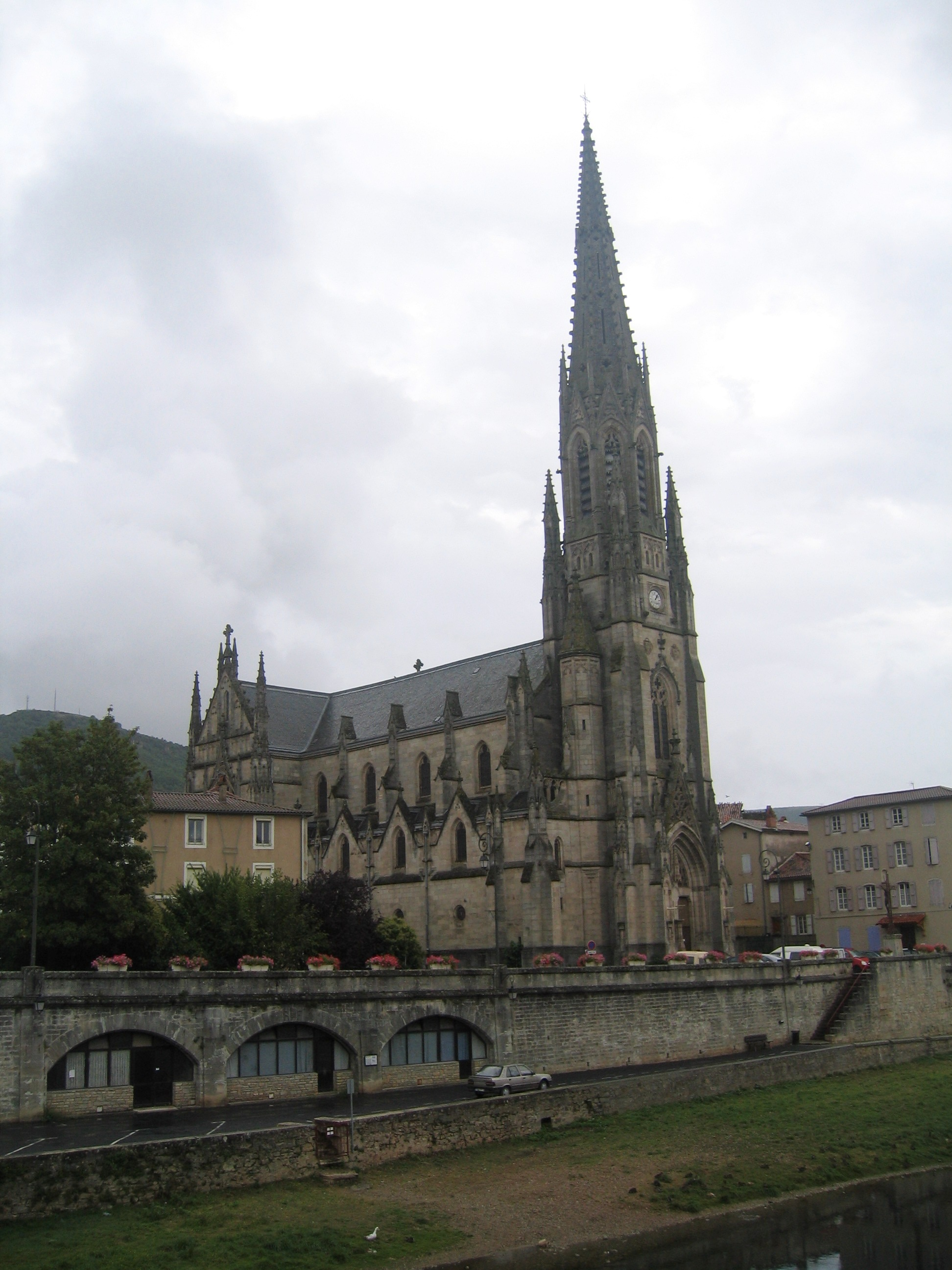
圣母教堂
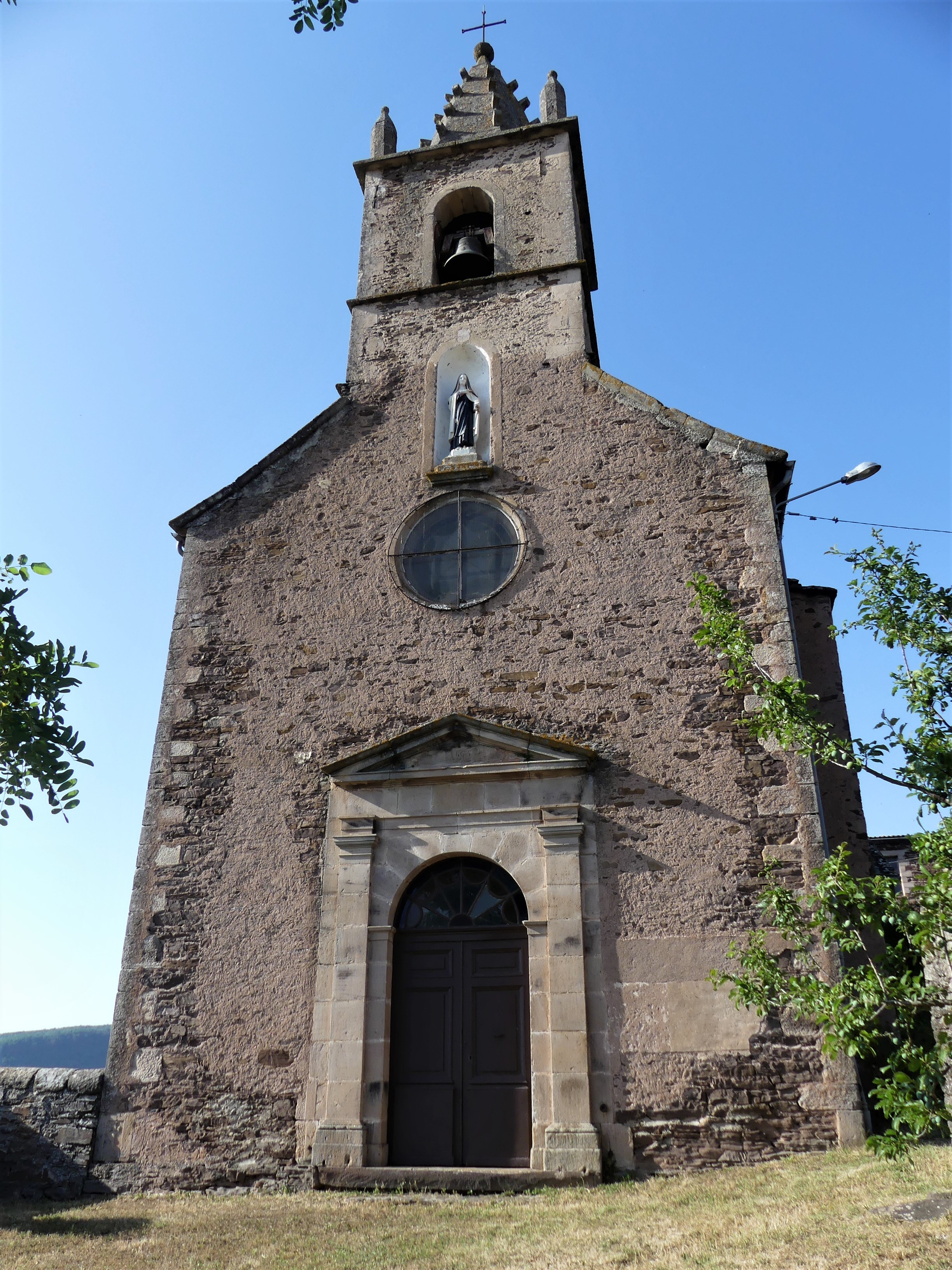
圣马丁教堂
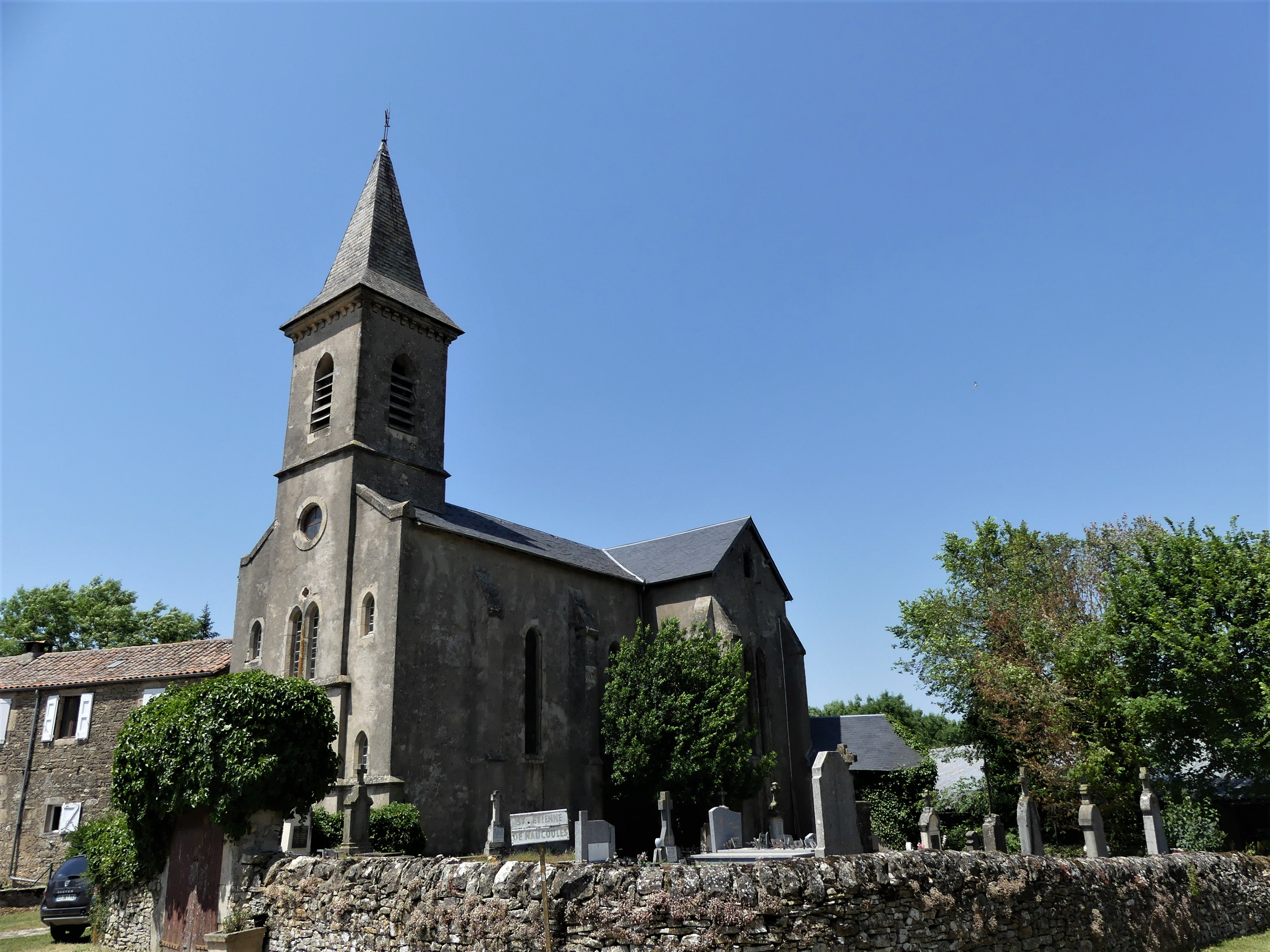
圣艾蒂安德诺库勒教堂
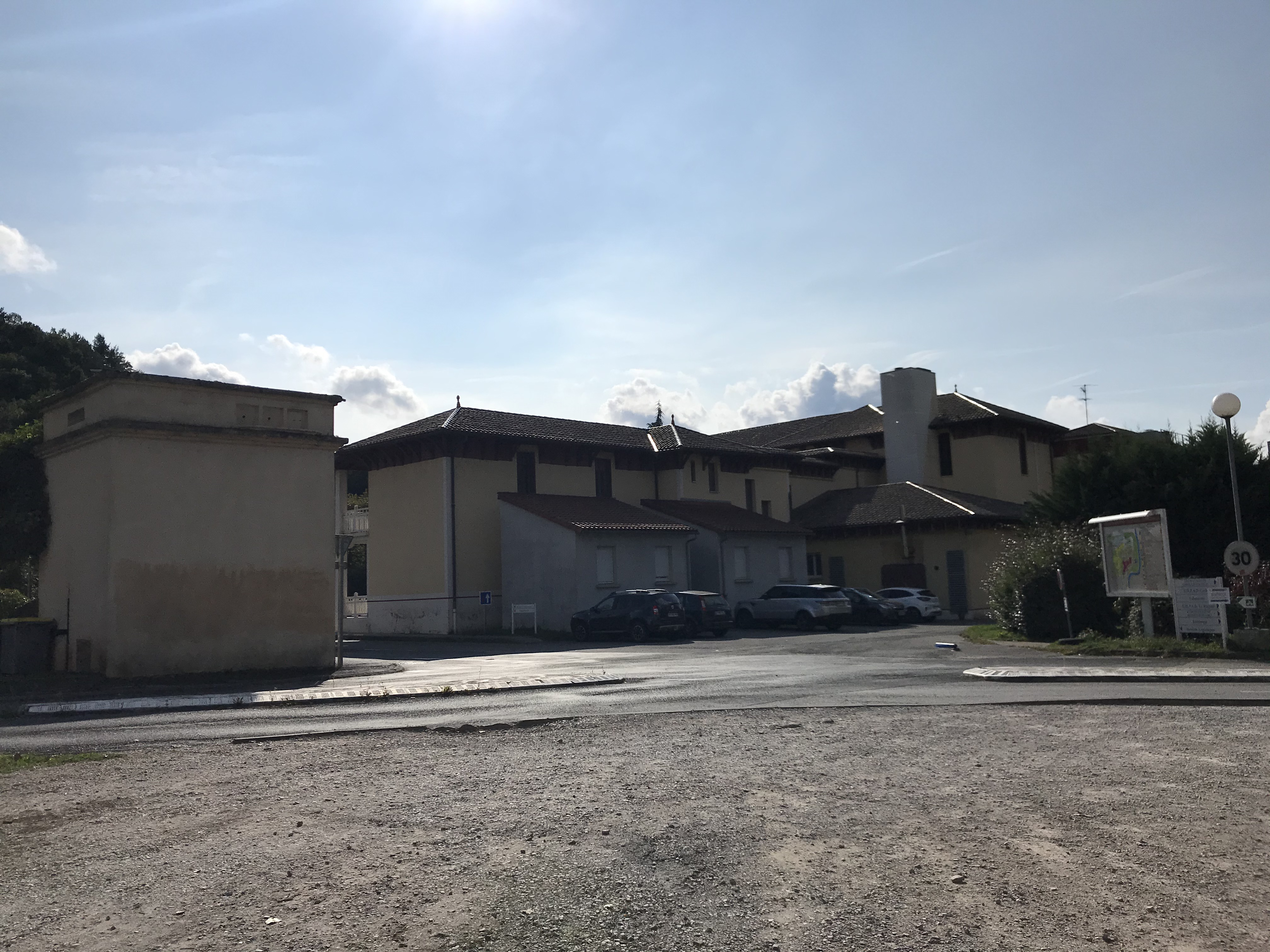
疗养院
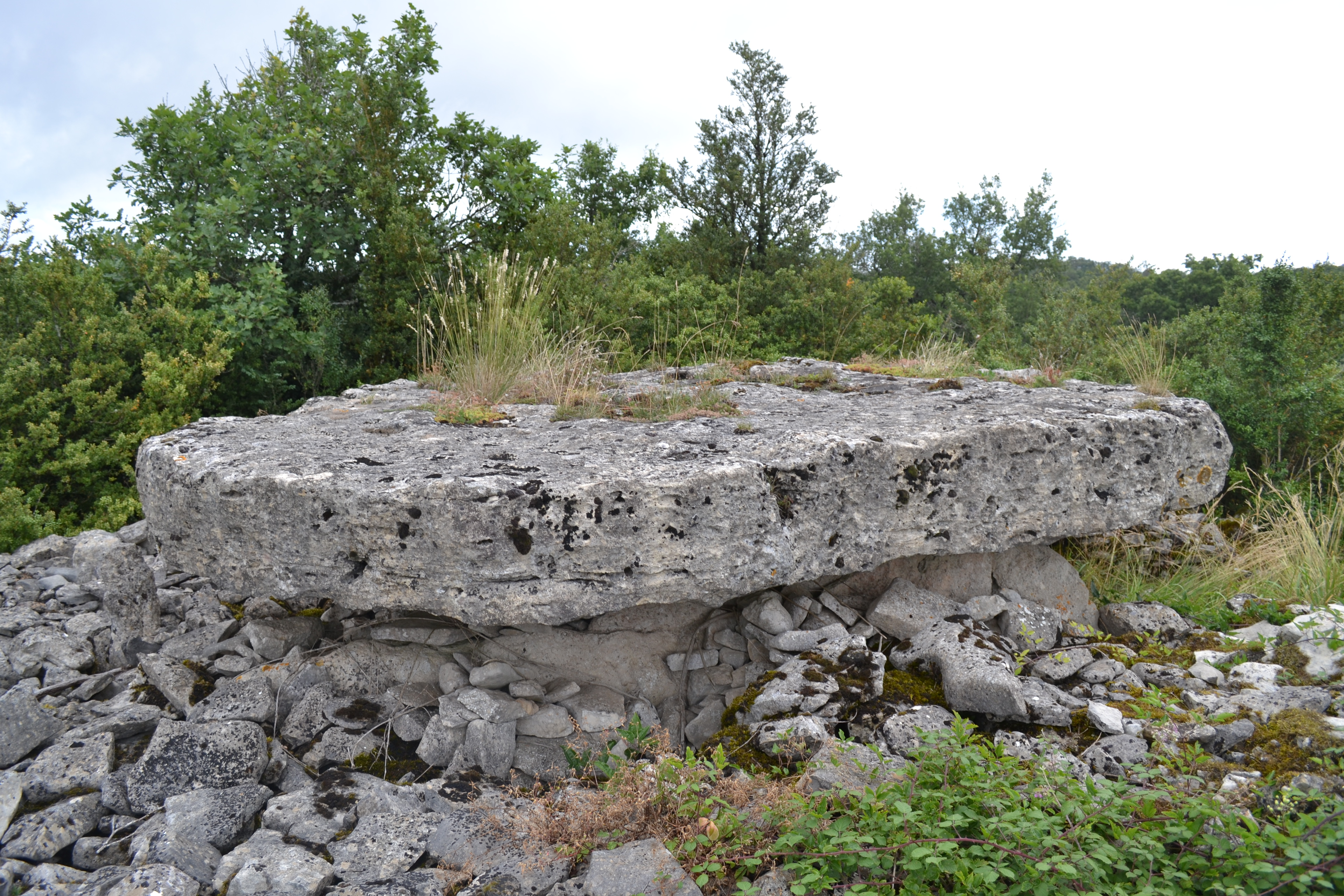
布萨克巨石

### 旅游
圣阿夫里克的旅游事务由其所属的圣阿夫里克-罗克福尔-七瓦隆市镇公共社区负责。2021年，圣阿夫里克境内共有4家酒店共计133间房间；另有1个露营地，可容纳共47辆露营车。

### 媒体
法国主要的媒体均可在圣阿夫里克接收，法国电视三台下属的奥克西塔尼大区频道在部分时段播出圣阿夫里克所属区域的地方新闻。《南部追寻》、《阿韦龙中央报》、《自由南方》、蓝色法兰西奥克西塔尼广播、奥克西塔尼电视台等为当地主要的地方性媒体。

## 相关人物
法国数学家埃米尔·博雷尔出生于圣阿夫里克，并曾1945至1947年间担任该市市长职务。当地多处公共设施及建筑以其命名。

## 友好城市
截至2022年2月，圣阿夫里克共与两座城市互为友好城市关系：
- 英格兰 德里菲尔德
- 西班牙 阿苏阿加